# Vännäs (comune)
Vännäs è un comune svedese di 8 410 abitanti, situato nella contea di Västerbotten. Il suo capoluogo è la cittadina omonima.

## Località
Nel territorio comunale sono comprese le seguenti aree urbane (tätort):
- Vännäs
- Vännäsby